# Floh de Cologne
Floh de Cologne var en tysk rockgrupp från Köln, aktiv mellan 1966 och 1983. Gruppen framförde en blandning av rockmusik och politiska texter. Medlemmarna i Floh de Cologne var anarkister och motståndare till Vietnamkriget, och de anses vara pionjärer inom genren krautrock.

## Medlemmar
Ursprungliga medlemmar
- Gerd Wollschon – sång, keyboard (1966–1976)
- Markus Schmid – basgitarr, violin (1966–1974)
- Hans-Jorg "Hansi" Frank – trummor, keyboard (1966–1983)
- Britta Baltruschat – sång (1966–1968)
- Jürgen Allef – sång (1966–1968)
- Udo Weinberger – sång (1966–1968)

Senare medlemmar
- Theo König – saxofon, klarinett, munspel (1972–1983)
- Dick Städtler – basgitarr, gitarr (1969–1983)
- Vridolin Enxing – keyboard, basgitarr, gitarr, cello (1973–1983)
- Dieter Klemm – percussion (1967–1983)

## Diskografi
Album
- 1968 – Vietnam
- 1970 – Fließbandbabys Beat-Show
- 1971 – Rockoper Profitgeier
- 1973 – Lucky Streik
- 1974 – Geyer-Symphonie
- 1974 – Mumien, Kantate für Rockband
- 1975 – Tilt
- 1977 – Rotkäppchen
- 1978 – Prima Freiheit
- 1980 – Koslowsky
- 1983 – Faaterland
- 1984 – Koslowsky & Faaterland
- 1999 – Geyer-Symphonie